# Jack Harlow

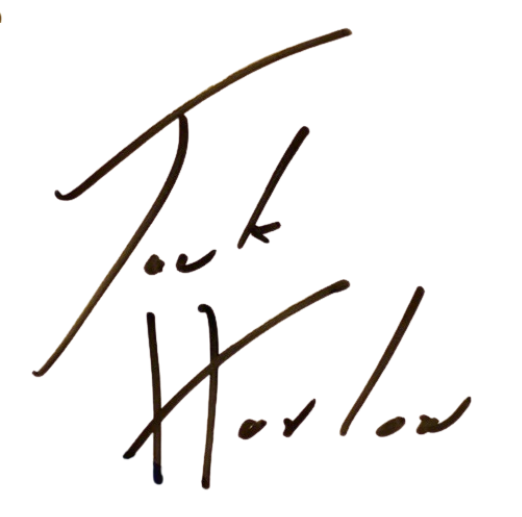
Firma di Jack Harlow

Jackman Thomas Harlow, detto Jack (Louisville, 13 marzo 1998), è un rapper statunitense.

## Biografia
Originario di Louisville, Kentucky, Harlow ha intrapreso la propria attività musicale a novembre 2015 attraverso la pubblicazione del suo primo EP intitolato The Handsome Harlow. L'anno seguente è uscito il suo primo singolo, Never Woulda Known, con la partecipazione di Johnny Spanish.
A giugno 2016, un mese dopo essersi diplomato, viene reso disponibile il suo secondo mixtape, 18. L'anno seguente vengono divulgati altri tre singoli: Hitchcock, Routine e Dark Knight. Quest'ultimo, accompagnato dal relativo video musicale, ha trainato Gazebo, il terzo mixtape dell'artista.
Ad agosto 2018 l'interprete ha firmato un contratto discografico con la Generation Now, parte del gruppo della Atlantic. Nello stesso giorno dell'annuncio viene pubblicato Sundown, mentre il 17 agosto dello stesso anno ha fatto seguito il quarto mixtape Lose.
Il 21 agosto 2019 viene messa in commercio Thru the Night, una collaborazione incisa con la partecipazione di Bryson Tiller. Ha visto la svolta commerciale l'anno successivo attraverso il secondo EP Sweet Action, promosso dalla hit Whats Poppin, per la quale viene realizzata una clip diretta da Cole Bennett. Il brano, supportato anche dal remix con DaBaby, Tory Lanez e Lil Wayne e svariate esibizioni, è entrato nella graduatoria dei singoli in più di venti mercati e la top ten di sei, tra cui Australia, Canada, Nuova Zelanda e Stati Uniti, e ha ottenuto la certificazione di triplo platino Australian Recording Industry Association, e quella di diamante sia dalla Music Canada che dalla Recording Industry Association of America, nonché una candidatura ai Grammy Award.
A dicembre 2020 è stato pubblicato il suo primo album in studio Thats What They All Say, che oltre a contenere Whats Poppin, è stato supportato dall'uscita dei singoli Tyler Herro, Way Out e Already Best Friends. Il disco si è posto in top five in madrepatria e in top ten nella Canadian Albums, venendo certificato doppio platino dalla RIAA per le 2 milioni di unità totalizzate.
Nel 2021 ha imbarcato il Crème de la Crème Tour e ha lanciato collaborazioni con diversi artisti, tra cui Lil Nas X per Industry Baby. Il singolo ha conferito al rapper la sua seconda top five negli Stati Uniti d'America e ha fatto l'esordio nelle classifiche di oltre quaranta paesi, conseguendo la certificazione di almeno platino in diciotto di essi.
Nail Tech, divulgato nel febbraio 2022 e classificatosi nella top twenty statunitense, e First Class, la sua prima numero uno come solista nella Hot 100 nazionale, hanno trainato l'uscita del secondo LP Come Home the Kids Miss You, avvenuta il 6 maggio seguente. Harlow è figurato l'artista con il maggior numero di nomination ricevute (7) agli annuali MTV Video Music Awards, contendendosi sia il titolo di artista dell'anno che quello di video dell'anno con Industry Baby.
Il 28 aprile 2023 viene pubblicato il suo terzo disco, intitolato Jackman e promosso dal singolo radiofonico They Don't Love It, con cui ottiene il suo terzo debutto nella top ten statunitense. A qualche mese di distanza viene avviato il No Place like Home Tour e viene presentato il successo globale Lovin on Me; anticipato attraverso le reti sociali dell'artista, è stato il suo terzo singolo a imporsi al numero uno in patria e il primo a eseguire ciò nel Regno Unito.

## Discografia
- 2020 – Thats What They All Say
- 2022 – Come Home the Kids Miss You
- 2023 – Jackman

## Tournée
- 2018 – The Loose Tour
- 2019 – The Mission Tour
- 2021 – The Crème de la Crème Tour
- 2022 – Come Home the Kids Miss You Tour
- 2023 – No Place like Home Tour

Artista d'apertura
- 2018 – Woodstock Tour dei Portugal. The Man (America del Nord)

## Filmografia
- Chi non salta bianco è (White Men Can't Jump), regia di Calmatic – Jeremy (2023)
- The Instigators, regia di Doug Liman – Scalvo (2024)

## Riconoscimenti
- American Music Awards
  - 2022 – Candidatura alla Collaborazione dell'anno per Industry Baby[44]
  - 2022 – Candidatura al Video musicale preferito per Industry Baby[44]
  - 2022 – Candidatura alla Canzone hip hop preferita per First Class[44]
  - 2022 – Candidatura alla Canzone hip hop preferita per Industry Baby[44]

- BET Awards
  - 2021 – Candidatura al Miglior artista hip hop maschile[45]
  - 2021 – Candidatura al Miglior nuovo artista[45]
  - 2021 – Candidatura alla Miglior collaborazione per Whats Poppin (Remix)[45]
  - 2022 – Candidatura al Miglior artista hip hop maschile[46]
  - 2023 – Candidatura al Miglior artista hip hop maschile[47]
  - 2023 – Candidatura al Viewers' Choice Award per First Class[47]
  - 2024 – Candidatura al Viewers' Choice Award per Lovin on Me[48]

- BET Hip Hop Awards
  - 2019 – Candidatura al Miglior mixtape per Loose[49]
  - 2020 – Candidatura alla Miglior collaborazione per Whats Poppin (Remix)[50]
  - 2020 – Candidatura al Miglior nuovo artista hip hop[50]
  - 2022 – Candidatura alla Canzone dell'anno per First Class[51]
  - 2022 – Candidatura al Compositore dell'anno[51]
  - 2022 – Sweet 16: Miglior strofa in un featuring	per Churchill Downs[51]
  - 2023 – Candidatura all'Album hip hop dell'anno per Jackman[52]

- Billboard Music Awards
  - 2021 – Candidatura al Miglior artista esordiente[53]
  - 2021 – Candidatura alla Canzone più riprodotta per Whats Poppin (Remix)[53]
  - 2021 – Candidatura alla Miglior collaborazione per Whats Poppin (Remix)[53]
  - 2021 – Candidatura alla Miglior canzone rap per Whats Poppin (Remix)[53]
  - 2022 – Candidatura alla Miglior collaborazione per Industry Baby[54]
  - 2022 – Miglior canzone rap per Industry Baby[54]

- BreakTudo Awards
  - 2021 – Candidatura all'Artista internazionale in ascesa[55]

- BRIT Awards
  - 2023 – Candidatura alla Canzone internazionale dell'anno per First Class[56]

- E! People's Choice Awards
  - 2021 – Candidatura alla Collaborazione del 2021 per Industry Baby[57]
  - 2022 – Candidatura all'Artista maschile del 2022[58]
  - 2022 – Candidatura alla Canzone del 2022 per First Class[58]
  - 2024 – Candidatura all'Artista maschile del 2024[59]
  - 2024 – Candidatura all'Artista hip hop del 2024[59]

- Fonogram Awards
  - 2024 – Album o registrazione internazionale dell'anno – rap/hip hop per Come Home the Kids Miss You, Jackman e Lovin on Me[60]

- Grammy Awards
  - 2021 – Candidatura alla Miglior interpretazione rap per Whats Poppin[24]
  - 2022 – Candidatura alla Miglior interpretazione rap melodica per Industry Baby[61]
  - 2023 – Candidatura alla Miglior interpretazione rap melodica per First Class[62]
  - 2023 – Candidatura al Miglior album rap per Come Home the Kids Miss You[62]
  - 2023 – Candidatura alla Miglior canzone rap per Churchill Downs[62]

- iHeartRadio Music Awards
  - 2021 – Candidatura al Miglior nuovo artista hip hop[63]
  - 2023 – Candidatura alla Canzone dell'anno per First Class[64]
  - 2023 – Candidatura all'Artista dell'anno[64]
  - 2023 – Candidatura alla Miglior collaborazione per Industry Baby[64]
  - 2023 – Candidatura alla Canzone hip hop dell'anno per First Class[64]
  - 2023 – Candidatura al Campionamento preferito per First Class[64]
  - 2024 – Candidatura al Miglior testo per Lovin on Me[65]
  - 2024 – Candidatura al Miglior video musicale per 3D[65]
  - 2025 – Candidatura alla Canzone dell'anno per Lovin on Me[66]
  - 2025 – Candidatura alla Canzone hip hop dell'anno per Lovin on Me[66]

- Kids' Choice Awards
  - 2022 – Candidatura all'Artista rivelazione preferito[67]
  - 2023 – Candidatura alla Canzone preferita per First Class[68]

- MTV Europe Music Awards
  - 2020 – Candidatura al Miglior artista rivelazione[69]
  - 2020 – Candidatura al Miglior artista MTV Push[69]
  - 2021 – Candidatura alla Miglior collaborazione per Industry Baby[70]
  - 2022 – Candidatura alla Miglior canzone per First Class[71]
  - 2022 – Candidatura al Miglior artista hip hop[71]

- MTV Millennial Awards
  - 2022 – Candidatura alla Hit globale dell'anno per Industry Baby[72]

- MTV Video Music Awards
  - 2020 – Candidatura al Miglior artista Push esordiente[73]
  - 2021 – Candidatura alla Canzone dell'estate per Industry Baby[74]
  - 2022 – Candidatura al Video dell'anno per Industry Baby[36]
  - 2022 – Candidatura all'Artista dell'anno[36]
  - 2022 – Miglior collaborazione per Industry Baby[36]
  - 2022 – Candidatura alla Miglior regia per Industry Baby[36]
  - 2022 – Miglior direzione artistica per Industry Baby[36]
  - 2022 – Migliori effetti speciali per Industry Baby[36]
  - 2022 – Candidatura alla Miglior coreografia per Industry Baby[36]
  - 2022 – Canzone dell'estate per First Class[36]
  - 2024 – Candidatura alla Canzone dell'anno per Lovin on Me[75]

- NAACP Image Awards
  - 2022 – Candidatura alla Miglior canzone hip hop/rap per Industry Baby[76]

- UK Music Video Awards
  - 2021 – Miglior video pop internazionale per Industry Baby[77]

- Variety's Hitmakers
  - 2021 – Hitmaker del domani[78]